# 長野家庭裁判所
長野家庭裁判所（ながのかていさいばんしょ）は、長野県長野市にある日本の家庭裁判所の一つで、長野県を管轄している。略称は、長野家裁（ながのかさい）。上田、佐久、松本、諏訪、飯田、伊那に支部を、飯山、木曽福島、大町に出張所を置いている。
長野地方裁判所の本庁・支部は長野地方裁判所の本庁・支部に併設している。また、本庁・支部・出張所のいずれにも簡易裁判所が併設されている。

## 所在地
- 本庁：長野県長野市旭町1108 北緯36度39分16.4秒 東経138度10分50.8秒 / 北緯36.654556度 東経138.180778度
北陸新幹線, JR信越線, 篠ノ井線, 飯山線, しなの鉄道しなの鉄道線, 長野電鉄長野線 長野駅善光寺口から市内循環バス「ぐるりん号」または川中島バス「合同庁舎線」4番のりば 合同庁舎前下車
- 上田支部：長野県上田市中央西2丁目3-3 北緯36度24分31.6秒 東経138度14分46.5秒 / 北緯36.408778度 東経138.246250度
北陸新幹線, しなの鉄道しなの鉄道線, 上田電鉄別所線 上田駅から秋和行きバス乗車 花園下車
- 佐久支部：長野県佐久市岩村田1161 北緯36度16分32.3秒 東経138度28分30.2秒 / 北緯36.275639度 東経138.475056度
JR小海線 岩村田駅から徒歩約5分 車では佐久ICより約7分
- 松本支部：長野県松本市丸の内10-35 北緯36度14分24秒 東経137度58分10.3秒 / 北緯36.24000度 東経137.969528度
JR篠ノ井線, 中央線, 大糸線, アルピコ交通上高地線 松本駅から徒歩約20分，駅前松本バスターミナルから美ヶ原温泉行き「市役所前」下車，松本周遊バス・タウンスニーカー“北コース”「松本城北」下車
- 諏訪支部：長野県諏訪市諏訪1丁目24-22 北緯36度2分43.9秒 東経138度7分7秒 / 北緯36.045528度 東経138.11861度
JR中央線 上諏訪駅から徒歩5分
- 飯田支部：長野県飯田市江戸町一丁目21 北緯35度31分3.4秒 東経137度49分47.2秒 / 北緯35.517611度 東経137.829778度
中央自動車道飯田ICから，国道153号飯田バイパス「別府」交差点（左折）経由で約15分
- 伊那支部：長野県伊那市西町4841 北緯35度50分20.5秒 東経137度57分19.3秒 / 北緯35.839028度 東経137.955361度
JR飯田線 伊那市駅から徒歩約10分
- 飯山出張所:長野県飯山市大字飯山1123 北緯36度51分8.4秒 東経138度21分57.8秒 / 北緯36.852333度 東経138.366056度
JR飯山線 飯山駅から徒歩15分
- 木曽福島出張所:長野県木曽郡木曽町福島6205-13 北緯35度50分36.1秒 東経137度41分29.5秒 / 北緯35.843361度 東経137.691528度
JR中央線 木曽福島駅から徒歩5分
- 大町出張所:長野県大町市大町4222-1 北緯36度30分30.3秒 東経137度51分24.3秒 / 北緯36.508417度 東経137.856750度
JR大糸線 信濃大町駅から徒歩15分

## 管轄区域
- 本庁
  - 長野市、須坂市、上水内郡信濃町、小川村、飯綱町、上高井郡小布施町、高山村
  - 飯山出張所
    - 飯山市、中野市、下水内郡栄村、下高井郡山ノ内町、木島平村、野沢温泉村
- 上田支部
  - 上田市、千曲市、東御市、小県郡青木村、長和町、埴科郡坂城町
- 佐久支部
  - 佐久市、小諸市、南佐久郡小海町、川上村、南牧村、南相木村、北相木村、佐久穂町、北佐久郡御代田町、軽井沢町、立科町
- 松本支部
  - 松本市、塩尻市、安曇野市、東筑摩郡麻績村、生坂村、山形村、朝日村、筑北村
  - 木曽福島出張所
    - 木曽郡上松町、南木曽町、木祖村、王滝村、大桑村、木曽町

  - 大町出張所
    - 大町市、北安曇郡池田町、松川村、白馬村、小谷村
- 諏訪支部
  - 諏訪市、茅野市、諏訪郡下諏訪町、富士見町、原村、岡谷市
- 飯田支部
  - 飯田市、下伊那郡松川町、高森町、阿南町、阿智村、平谷村、根羽村、下條村、売木村、天龍村、泰阜村、喬木村、豊丘村、大鹿村
- 伊那支部
  - 伊那市、駒ヶ根市、上伊那郡辰野町、箕輪町、飯島町、南箕輪村、中川村、宮田村

※ただし、佐久支部管内の合議事件・少年事件は上田支部で、諏訪支部の合議事件は松本支部で、伊那支部の合議事件は飯田支部でそれぞれ取り扱う。

※出張所は家事事件の受付および出張家事審判・出張家事調停のみ行い、その他の事務は当該支部（飯山出張所管内は本庁）が扱う。

## 歴代所長
長野家庭裁判所の所長は長野地方裁判所所長を兼任している。長野地方裁判所#歴代所長を参照。